# Max Minghella
Max Giorgio Choa Minghella (Hampstead, London, 1985. szeptember 16. –) angol színész, filmrendező, forgatókönyvíró és filmproducer. Anthony Minghella brit filmrendező fia.
Szerepelt a Sziriána (2005), az Ízlésficam (2006), az Elvis és Anabelle (2007), a Social Network – A közösségi háló (2010), A hatalom árnyékában (2011), a Gyakornokok (2013), a Szarvak (2013) és a Spirál: Fűrész hagyatéka (2021) című filmekben.
2017 óta Nick Blaine-t formálja meg A szolgálólány meséje című drámasorozatban. Alakításáért 2021-ben Primetime Emmy-díjra jelölték.

## Filmográfia

### Film
| Év   | Magyar cím                                                    | Eredeti cím                           | Szerep                 | Magyar hang       |
| ---- | ------------------------------------------------------------- | ------------------------------------- | ---------------------- | ----------------- |
| 2005 | Szavak és érzések                                             | Bee Season                            | Aaron Naumann          | Szvetlov Balázs   |
| 2005 | Sziriána                                                      | Syriana                               | Robby Barnes           | Molnár Levente    |
| 2006 | Ízlésficam                                                    | Art School Confidential               | Jerome Platz           | Kékesi Gábor      |
| 2007 | Elvis és Anabelle                                             | Elvis and Anabelle                    | Elvis Moreau           | Szvetlov Balázs   |
| 2008 | Hogy veszítsük el barátainkat és idegenítsük el az embereket? | How to Lose Friends & Alienate People | Vincent Lepak          | Pálmai Szabolcs   |
| 2009 |                                                               | Brief Interviews with Hideous Men     | Kevin                  |                   |
| 2009 | Agora                                                         | Agora                                 | Davus                  | Molnár Levente    |
| 2010 | Social Network – A közösségi háló                             | The Social Network                    | Divya Narendra         | Hamvas Dániel     |
| 2011 | A hatalom árnyékában                                          | The Ides of March                     | Ben Harpen             | Molnár Levente    |
| 2011 | Újra együtt                                                   | 10 Years                              | AJ                     | Orosz Ákos        |
| 2011 | A legsötétebb óra                                             | The Darkest Hour                      | Ben                    | Szatory Dávid     |
| 2013 | Gyakornokok                                                   | The Internship                        | Graham Hawtrey         | Hamvas Dániel     |
| 2013 | Szarvak                                                       | Horns                                 | Lee Tourneau           | Czető Roland      |
| 2014 | Barátok gyűrűjében                                            | About Alex                            | Isaac                  | Mészáros Tamás    |
| 2014 | Gyilkos iroda                                                 | Not Safe for Work                     | Thomas Miller          | Molnár Levente    |
| 2015 |                                                               | Into the Forest                       | Eli                    |                   |
| 2016 | Louis Drax kilencedik élete                                   | The 9th Life of Louis Drax            | ápoló (cameo)          |                   |
| 2018 | Violet hangja                                                 | Teen Spirit                           | nem szerepel           |                   |
| 2021 | Spirál: Fűrész hagyatéka                                      | Spiral: From The Book of Saw          | William Schenk nyomozó | Szatory Dávid     |
| 2022 | Babylon                                                       | Babylon                               | Irving Thalberg        | Kádár-Szabó Bence |

### Televízió
| Év        | Magyar cím            | Eredeti cím         | Szerep            | Megjegyzések |
| --------- | --------------------- | ------------------- | ----------------- | ------------ |
| 2013–2017 |                       | The Mindy Project   | Richie Castellano | 8 epizód     |
| 2017–2025 | A szolgálólány meséje | The Handmaid's Tale | Nick Blaine       | főszereplő   |

## Fordítás
- Ez a szócikk részben vagy egészben  a   Max Minghella című angol Wikipédia-szócikk ezen változatának fordításán alapul.  Az eredeti cikk szerkesztőit annak laptörténete sorolja fel. Ez a jelzés csupán a megfogalmazás eredetét és a szerzői jogokat jelzi, nem szolgál a cikkben szereplő információk forrásmegjelöléseként.